# Лыскин, Николай Фадеевич
Николай Фадеевич Лыскин (3 мая 1906 - 1989) – организатор сельскохозяйственного производства, Герой Социалистического Труда (1957), депутат Верховного Совета РСФСР.
Родился в селе Мокрый Еланчик Амвросиевского района Донецкой области. В 1929 году окончил Тимирязевскую академию.
В 1929—1943 годах — научный сотрудник ВНИИ зернового хозяйства Юго-Востока. В 1943—1950 годах —  заведующий семенной станцией Новоалександровского района Ставропольского края.
В октябре 1950 года колхозы имени Молотова, «Правда», «Социалистический путь, «Верный труд» , «Заря Всемирной Революции», имени Кирова объединились в колхоз имени Сталина. Председателем был избран Н. Ф. Лыскин.
В хозяйстве на тот момент имелось земли 19215 га, в т.ч. пашни 16047 га, пастбищ 1360 га.
КРС 1208, лошадей 319, свиней 954, овец 3546, птицы 20208.
Количество дворов 1248, членов колхоза 1948 чел., трудоспособных 1554 чел., под-
ростков и престарелых 691 чел.
В 1954 году колхоз имени Сталина получил новое название – «Россия». За 5 лет (1951—1955) колхоз увеличил производство зерна в 2 раза, мяса и молока — в 6 раз. Его председателю Н. Ф. Лыскину 11 января 1957 года присвоено звание Героя Социалистического Труда.
В 1959-1967 директор Владимирской областной с/х опытной станции. С 1967 года – директор племсовхоза «Ворсино» (Боровский район, Калужская область).
Умер в 1989 году. Похоронен в Москве на Преображенском кладбище.
Награждён орденом Ленина, 3 орденами Трудового Красного Знамени, орденами Октябрьской Революции, Дружбы народов и «Знак Почёта», медалями.